# Djimi Traoré
Djimi Traoré, född den 1 mars 1980 i Laval i Frankrike, är en malisk före detta fotbollsspelare som för närvarande är assisterande tränare i Seattle Sounders. Han har även representerat Malis landslag.
Traoré började sin karriär i Laval innan han i februari 1999 värvades av engelska Liverpools tränare Gérard Houllier för 500 000 pund. Hans karriär i Liverpool hade både fram- och motgångar - han spelade den större delen av säsongen 2002/2003 då Stéphane Henchoz var skadad, efter att ha varit utlånad till Ligue 1-klubben Lens den föregående säsongen. Han vann Champions League med Liverpool då de slog AC Milan på straffar i finalen 2004/2005.
Säsongen 2005/2006 fick Traoré inte mycket speltid då John Arne Riise och Stephen Warnock regelbundet fick starta på vänsterbackspositionen. Det blev hans sista säsong med Liverpool, och trots att han spelat ett par matcher för Liverpool under försäsongen 2006, såldes han till Charlton för två miljoner pund den 8 augusti 2006.
Efter bara en halv säsong i Charlton fick Traoré lämna klubben och anslöt sig då till Harry Redknapps Portsmouth för en övergångssumma som troddes ligga på omkring en miljon pund. Den 13 januari 2007 spelade Traoré sin första ligamatch för Portsmouth mot Sheffield United. Han spelade ytterligare nio matcher den säsongen, men bara tre följande säsong. Den 18 januari 2008 gick han till Rennes på lån.
Han har därefter spelat för Birmingham City på lån, AS Monaco och Marseille innan flytten till USA och Seattle Sounders 2013.

### Webbkällor
Den här artikeln är helt eller delvis baserad på material från engelskspråkiga Wikipedia.